# Julie Van de Velde
Julie Van de Velde, née le 2 juin 1993 à Bruges, est une coureuse cycliste belge.

## Biographie
Julie Van de Velde pratique d'abord l'athlétisme et le cross-country, où elle termine troisième du championnat de Belgique en 2016. Ce n'est qu'à l'âge de 23 ans qu'elle décide de se lancer dans le cyclisme et décroche un contrat avec Lotto-Soudal Ladies mi-2017,.
En juin 2017, elle termine troisième du championnat de Belgique du contre-la-montre. Au cours des années suivantes, elle monte également plusieurs fois sur le podium aux championnats nationaux du contre-la-montre individuel et de la course en ligne. En 2019, elle décroche sa premirèe victoire internationale lors de la Flanders Ladies Classic-Sofie De Vuyst, une course de catégorie 1.2. Elle est sélectionnée à plusieurs reprises dans l'équipe nationale lors des championnats du monde et d'Europe, où elle a également fait partie de l'équipe belge du contre-la-montre par équipes mixte. Elle participe également à la course en ligne et au contre-la-montre individuel des Jeux olympiques de 2020 à Tokyo.
Lors de la 3e étape du Tour de France Femmes 2023, après une attaque en solitaire longue de 60 km, elle n'est dépassée par le peloton que dans les 200 derniers mètres. Elle rate de peu une victoire d'étape, mais prend entre-temps la tête du classement de la montagne, qu'elle perd dès le lendemain.
Elle s'engage avec AG Insurance-Soudal Quick-Step en 2024.

## Palmarès sur route

### Par années
- 2017
  - Testtijdrit
  - 3e du championnat de Belgique du contre-la-montre
- 2018
  -  Championne de Belgique du contre-la-montre par équipes
  - 3e du championnat de Belgique sur route
- 2019
  - Flanders Ladies Classic-Sofie De Vuyst
  - 2e du Gracia Orlová
  - 3e du championnat de Belgique du contre-la-montre
  - 9e du championnat du monde du contre-la-montre par équipes en relais mixte
- 2020
  - 5e du championnat d'Europe du relais mixte contre-la-montre
- 2021
  - 2e du championnat de Belgique du contre-la-montre
  - 2e du championnat de Belgique sur route
- 2022
  - 6e du Tour de Scandinavie
  - 7e du championnat d'Europe du contre-la-montre
- 2024
  - 8e du Women's Tour Down Under

### Résultats sur les grands tours

#### Tour d'Italie
3 participations
- 2019 : 17e
- 2020 : abandon (5e étape)
- 2021 : non-partante (8e étape)

#### Tour de France
3 participations
- 2023 : 57e
- 2024 : 33e
- 2025 : 62e

#### Tour d'Espagne
2 participations
- 2024 : abandon (8e étape)
- 2025 : 56e

### Classements mondiaux
| Année                                 | 2017 | 2018 | 2019 | 2020 | 2021 | 2022 | 2023 | 2024 |
| ------------------------------------- | ---- | ---- | ---- | ---- | ---- | ---- | ---- | ---- |
| Classement UCI                        | 212e | 278e | 81e  | 281e | 170e | 95e  | 350e | 288e |
| UCI World Tour                        | 152e | 151e | 98e  | 129e | 175e | 66e  | 132e | 118e |
|                                       |      |      |      |      |      |      |      |      |
| Légende : nc = non classéSource : UCI |      |      |      |      |      |      |      |      |